# Про діда, бабу і курочку Рябу (фільм)
 «Про діда, бабу і курочку Рябу» — радянський мальований мультиплікаційний фільм, знятий на кіностудії «Союзмультфільм» у 1982 році за мотивами російської народної казки «Курочка Ряба». У мультфільмі відсутні діалоги, тільки звучить музика.

## Сюжет
Ранок. Сільська хата. Співає півень. Дід встає з печі. Баба вже на ногах, приносить у хату повні відра на коромислах. 
 Дід хоче їсти, чекає, коли курочка, що сидить у кошику, знесе яєчко. 
 А курочка не несеться . 
 Баба годує курочку, гладить, обхажує. 
 Баба роздуває самовар. Дід мріє про яєчню. Дід коле дрова. Баба протирає сковороду. Старики чекають, коли курочка знесе яйце. Для них це питання — буде сніданок чи ні? ! 
 Час іде, а курочка все не несеться . 
 Дід розважає курочку, качає її в кошику, як на гойдалках. Від такої нечуваної уваги курочка зносить яєчко, так, не просте, а золоте. 
 Старі не можуть розбити золоте яєчко. Ламають об нього всю кухонне начиння. Вже всій хаті загрожує руйнування. 
 Чи не розбивається яйце. 
 За розгромом з норки спостерігає мишка. Мишка підходить до золотого яєчка, і розбиває його. А воно всередині виявляється порожнім. 
 Їжі немає і не передбачається. Дід плаче. Баба плаче. 
 Баба змітає оскільки золотого яєчка віником у совок. 
 Курочка втішає Діда і Бабу. Зносить їм просте яєчко, а не золоте. 
 Старики щасливі. Є на столі яєчня. Значить, не бути їм у цей день голодними.

## Творці
- Автор сценарію — Роман Качанов
- Композитор — Ніна Савичева
- Режисер — Олександр Давидов
- Художники-постановники — Тетяна Зворикіна, Володимир Зуйков
- Оператор — Світлана Кощеєва
- Аніматори: Юрій Мещеряков, Дмитро Куликов, Юрій Кузюрін, Галина Зеброва, Тетяна Померанцева
- Художники — Світлана Давидова, Ольга Новосьолова
- Асистенти — Т. Домбровська, Л. Крутовська
- Звукооператор — Володимир Кутузов
- Монтажер — Віра Лаєв
- Редактор — Тетяна Папорова
- Директор знімальної групи — Любов Бутиріна

Знімальна група наведена за титрами мультфільму.